# Alexandru Greab
Alexandru Doru Greab (sinh ngày 26 tháng 5 năm 1992 ở România) là một cầu thủ bóng đá người România thi đấu ở vị trí thủ môn cho câu lạc bộ Liga I Gaz Metan Mediaș.